# جرافینیانو
جرافینیانو (به ایتالیایی: Graffignano) یک کومونه در ایتالیا است که در استان ویتربو واقع شده‌است.

## خصوصیات
جرافینیانو ۲۹٫۱ کیلومترمربع مساحت و ۲٬۲۷۳ نفر جمعیت دارد و ۱۸۷ متر بالاتر از سطح دریا واقع شده‌است.